# Суховільська сільська рада (Хорошівський район)
Суховільська сільська рада — колишня адміністративно-територіальна одиниця та орган місцевого самоврядування у Хорошівському (Кутузівському, Володарському, Володарсько-Волинському) і Черняхівському районах Коростенської і Волинської округи, Київської й Житомирської областей Української РСР та України з адміністративним центром у с. Суховоля.

## Населені пункти
Сільській раді були підпорядковані населені пункти:
- с. Суховоля
- с. Крук
- с. Мар'янівка

## Населення
Кількість населення ради станом на 1923 рік становила 1 139 осіб, кількість дворів — 194.
Кількість населення сільської ради станом на 1924 рік становила 1 121 особу.
Відповідно до результатів перепису населення СРСР, кількість населення ради станом на 12 січня 1989 року становила 648 осіб.
Станом на 5 грудня 2001 року, відповідно до перепису населення України, кількість мешканців сільської ради становила 579 осіб.

## Склад ради
Рада складалася з 12 депутатів та голови.
- Голова ради: Онікійчук Алла Віталіївна
- Секретар ради: Червінська Лариса Петрівна

### Керівний склад попередніх скликань
| ПІБ                       | Основні відомості                                                                                     | Дата обрання | Дата звільнення |
| ------------------------- | --- | ------------ | --------------- |
| Онікійчук Алла Віталіївна | Сільський голова, 1960 року народження, освіта середня спеціальна, член Соціалістичної партії України | 26.03.2006   | 31.10.2010      |
| Онікійчук Алла Віталіївна | Сільський голова, 1960 року народження, освіта середня спеціальна, позапартійна                       | 31.10.2010   |                 |

Примітка: таблиця складена за даними джерела

### VI скликання
За результатами місцевих виборів 2010 року депутатами ради стали:

#### За суб'єктами висування
| Суб'єкт висування             | Кількість обраних депутатів | %   |
| ----------------------------- | --------------------------- | --- |
| Самовисування                 | 9                           | 75  |
| Єдиний Центр                  | 1                           | 8,3 |
| Партія регіонів               | 1                           | 8,3 |
| Політична партія «Фронт Змін» | 1                           | 8,3 |

#### За округами
| № округу                      | Прізвище, ім'я, по батькові     | Дата визнання обраним | Освіта                    | Партійна приналежність              | Відомості про обраного депутата             |
| ----------------------------- | ------------------------------- | --------------------- | ------------------------- | ----------------------------------- | ------------------------------------------- |
| Єдиний Центр                  |                                 |                       |                           |                                     |                                             |
| 5                             | Зайцева Наталія Іванівна        | 02.11.2010            | Освіта середня спеціальна | член Єдиного Центру                 | Суховільська сільська рада, бухгалтер       |
| Партія регіонів               |                                 |                       |                           |                                     |                                             |
| 2                             | Столяренко Василь Володимирович | 02.11.2010            | Освіта вища               | член Партії регіонів                | агроном                                     |
| Політична партія «Фронт Змін» |                                 |                       |                           |                                     |                                             |
| 8                             | Горбачевська Ніна Володимирівна | 02.11.2010            | Освіта середня спеціальна | член Політичної партії «Фронт Змін» | Суховільська загальноосвітня школа, вчитель |
| Самовисування                 |                                 |                       |                           |                                     |                                             |
| 1                             | Козакевич Наталія Петрівна      | 02.11.2010            | Освіта середня спеціальна | позапартійна                        | маляр                                       |
| 3                             | Баранівська Валентина Дмитрівна | 02.11.2010            | Освіта середня спеціальна | позапартійна                        | продавець                                   |
| 4                             | Козакевич Надія Павлівна        | 02.11.2010            | Освіта середня            | позапартійна                        | фінансист                                   |
| 6                             | Ситяшенко Віра Миколаївна       | 02.11.2010            | Освіта середня спеціальна | позапартійна                        | різноробоча                                 |
| 7                             | Червінська Лариса Петрівна      | 02.11.2010            | Освіта середня спеціальна | позапартійна                        | Суховільська сільська рада, секретар        |
| 9                             | Орехівський Борис Іванович      | 02.11.2010            | Освіта середня            | позапартійний                       | механізатор                                 |
| 10                            | Яхимович Петро Олександрович    | 02.11.2010            | Освіта середня спеціальна | позапартійний                       | електрик                                    |
| 11                            | Попова Людмила Людвигівна       | 02.11.2010            | Освіта середня спеціальна | позапартійна                        | маляр-штукатур                              |
| 12                            | Литвинчук Микола Віталійович    | 02.11.2010            | Освіта середня спеціальна | позапартійний                       | механізатор                                 |

## Історія
Створена 1923 року в складі с. Суховоля та колоній Домбровка-Лашня (згодом — Дібрівка), Суховольська Мар'янівка та Юзефин (згодом — Йосипівка) Кутузівської волості Житомирського повіту Волинської губернії. 23 лютого 1924 року, відповідно до рішення Волинської ГАТК (протокол № 7/2 «Про зміни меж округів, районів та сільрад»), кол. Суховольську Мар'янівку (згодом — Мар'янівка) передано до складу Дашинської сільської ради Кутузівського (згодом — Володарський, Володарсько-Волинський) району.
Станом на 1 вересня 1946 року сільська рада входила до складу Володарсько-Волинського району Житомирської області, на обліку в раді перебували села Дібровка, Йосипівка та Суховоля.
11 серпня 1954 року, відповідно до указу Президії Верховної ради Української РСР «Про укрупнення сільських рад по Житомирській області», до складу ради включено села Крук, Курганці та Олександрівка ліквідованої Круцької сільської ради Володарсько-Волинського району. 2 вересня 1954 року, відповідно до рішення Житомирського облвиконкому № 1087 «Про перечислення населених пунктів в межах районів Житомирської області», с. Курганці передане до складу Дашинської сільської ради, с. Йосипівка — до складу Ставківської сільської ради Володарсько-Волинського району. 28 червня 1955 року, відповідно до рішення Житомирського облвиконкому № 636 «Про зміни в адміністративно-територіальному поділі Володарсько-Волинського, Коростенського, Червоноармійського і Барашівського районів», с. Олександрівка передане до складу Сушківської сільської ради Барашівського району Житомирської області. 5 березня 1959 року, відповідно до рішення Житомирського облвиконкому № 161 «Про ліквідацію та зміну адміністративно-територіального поділу окремих сільських рад області», підпорядковано села Йосипівка та Мар'янівка ліквідованої Ставківської сільської ради Володарсько-Волинського району. 29 червня 1960 року, відповідно до рішення Житомирського облвиконкому № 683 «Про об'єднання деяких населених пунктів в районах області», с. Йосипівка об'єднане із с. Мар'янівка.
На 1 січня 1972 року сільська рада входила до складу Володарсько-Волинського (згодом — Хорошівський) району Житомирської області, на обліку в раді перебували села Дібрівка, Крук, Мар'янівка та Суховоля.
29 липня 2004 року, відповідно до рішення Житомирської обласної ради, с. Дібрівка зняте з обліку.
Ліквідована 27 грудня 2016 року через об'єднання до складу Хорошівської селищної територіальної громади Хорошівського району Житомирської області.
Входила до складу Хорошівського (Кутузівського, Володарського, Володарсько-Волинського, 7.03.1923 р., 8.12.1966 р.) та Черняхівського (30.12.1962 р.).